# گورستان بید زرد
مجموعه گورستان بید زرد در شهرستان شیراز، بخش کوار، روستای بید زرد واقع شده و این اثر در تاریخ ۱۲ بهمن ۱۳۸۱ با شمارهٔ ثبت ۷۱۵۶ به‌عنوان یکی از آثار ملی ایران به ثبت رسیده است.